# Juan de Mata Suárez
Juan de Mata Suárez est l'une des deux paroisses civiles de la municipalité d'Anzoátegui dans l'État de Cojedes au Venezuela. Sa capitale est Apartaderos.

## Géographie

### Démographie
Hormis sa capitale Apartaderos, la paroisse civile possède plusieurs localités :
- Apartaderos
- Aroita
- Chorrerón
- La Fe
- Puente Onoto
- Río Claro